# Зуунэбаян-Улаан

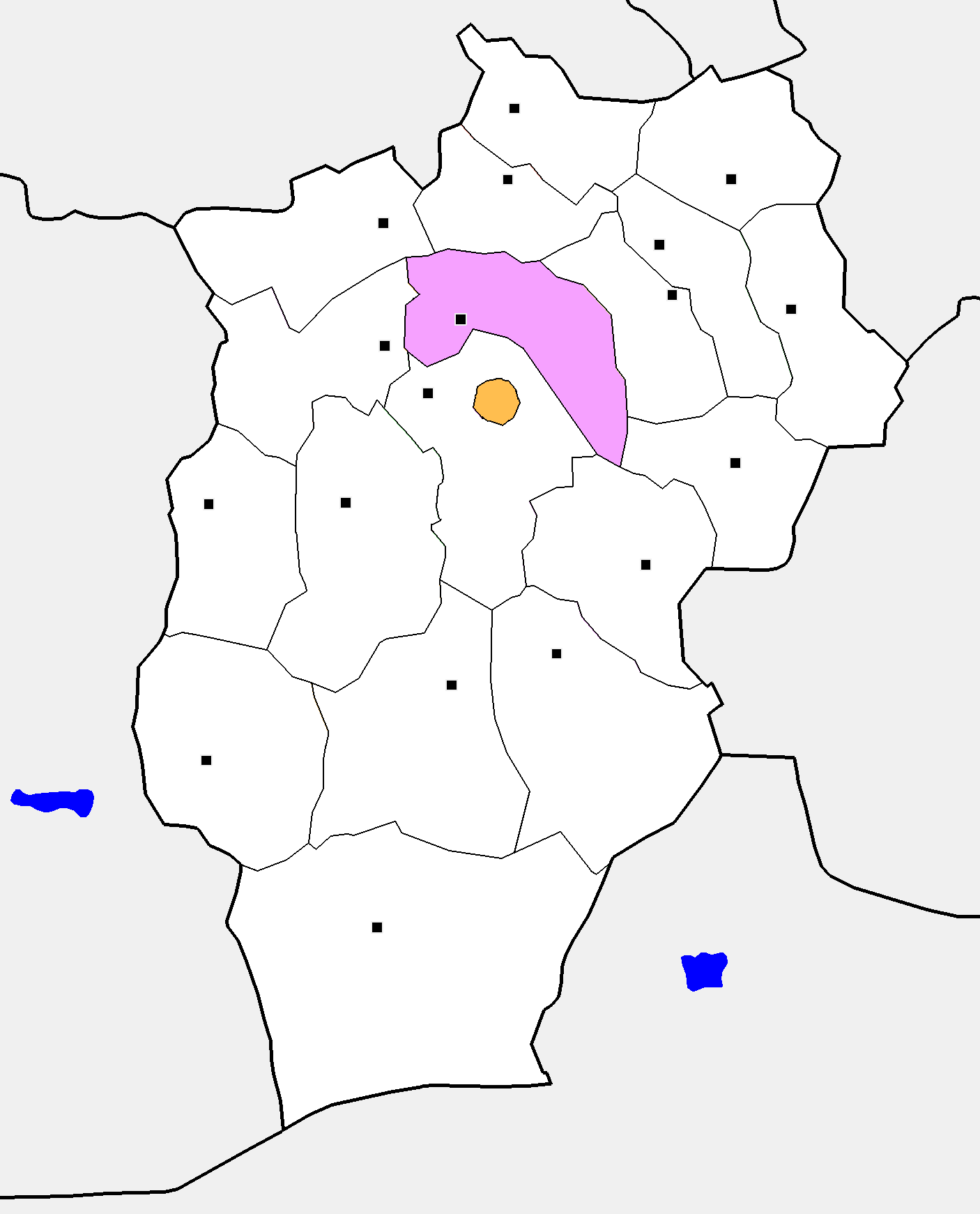
Сомон Зуунэбаян-Улаан Уверхангайского аймака

Зуунбаян-Улаан (монг. Зүүнбаян-Улаан) — сомон аймака Уверхангай в Монголии, с центром в посёлке Баян-Улан в 60 км от столицы аймака города Арвайхээр. Население 4,1 тысячи человек (2011). Расположен на расстоянии 447 км к юго-западу от Улан-Батора.

## Описание

### Рельеф
Рельеф представлен юго-восточными отрогами Хангая. Значительную часть территории сомона занимает долины рек.
1. Тувшинбаатар (2490 м),
2. Улаанхутаг (1588 м),

Реки:
1. Орхон,
2. Онгийн-Гол,[1].

### Климат
Климат резко континентальный. Средняя температура января −25 °С, июля +14 °С. Ежегодная норма осадков 200-400 мм.

### Фауна и флора
Растительность степная. На территории сомона встречаются косули, лисы, корсаки, волки, манулы, зайцы, тарбаганы.

### Хозяйство и культура
На территории сомона имеются запасы каменного угля и сырья для строительных материалов. В сомоне имеется школа, больница, торгово-культурные центры.

#### Статистика
| Данные по:                        | 2007    | 2008     | 2009     | 2010    | 2011    |
| --------------------------------- | ------- | -------- | -------- | ------- | ------- |
| Численность постоянного населения | 4,377   | ▲ 4,436  | ▼4,205   | ▼4,166  | ▼4,141  |
| Поголовье скота                   | 119,797 | ▲129,510 | ▲149,284 | ▼61,458 | ▲78,203 |